# Wolodymyr Boschtschuk
Wolodymyr Mykolaiowytsch Boschtschuk (ukrainisch Володимир Миколайович Бощук; * 3. August 1982 in Werchowyna) ist ein ehemaliger ukrainischer Skispringer.

## Werdegang
Boschtschuk sprang für den Skiclub Werchowina. Er war vor allem mit Oleksandr Lasarowytsch und mit Witalij Schumbarez im Weltcup sowie im Continental Cup aktiv. Boschtschuk war zum ersten Mal in der Saison 2002/2003 bei den Nordischen Skiweltmeisterschaften dabei und nahm an den Nordischen Skiweltmeisterschaften 2005 in Oberstdorf teil. 2006 stand er im Aufgebot für die Olympischen Winterspiele in Turin, konnte sich aber weder auf der Normal- noch auf der Großschanze für den Finaldurchgang qualifizieren. In der Saison 2006/2007 nahm er den Nordischen Skiweltmeisterschaften in Sapporo teil. Von der Normalschanze wurde er dort 35., für das Springen auf der Großschanze konnte er sich nicht qualifizieren.
Erst in der Saison 2007/2008 gelang ihm mit dem zwei Jahre jüngeren Oleksandr Lasarowytsch der Durchbruch. Beim Weltcupspringen in Klingenthal am 11. Februar 2009 konnte Boschtschuk als 29. seine ersten Weltcuppunkte sammeln. Bei der Nordischen Ski-WM 2009 in Liberec wurde Boschtschuk von der Normalschanze 44. und von der Großschanze 28. Bei den Olympischen Winterspielen 2010 in Vancouver schied er im Springen von der Normalschanze als 50. nach dem ersten Durchgang aus. Bei der Qualifikation von der Großschanze konnte er sich als 46. nicht für das Finale qualifizieren.
Nach der Saison 2010/11 beendete er seine Karriere.

## Erfolge

### Weltcup-Platzierungen
| Saison  | Platz | Punkte |
| ------- | ----- | ------ |
| 2008/09 | 76.   | 7      |